# Gouvernement de la République dominicaine
Le gouvernement de la République dominicaine est l'organe détenteur du pouvoir exécutif de la République dominicaine. Il est dirigé par le président de la République dominicaine.

## Nomination du gouvernement de laRépublique dominicaine
Les membres du gouvernement peuvent être révoqués à tout moment par le président. L'article 61 de la Constitution de 2002 détermine les conditions pour être secrétaire d'État ou sous-secrétaire d'État (citoyenneté dominicaine, plus de 25 ans, titulaire de ses droits civiques et politiques). Les membres du gouvernement sont alors appelés, en espagnol, secretarios de estado, jusqu'au décret 56-10 du 8 février 2010 qui a transformé les dénominations secrétariat d'État et secrétaire d'État en ministère et ministre ou vice-ministre.
Depuis la promulgation de la constitution de 2010, c'est l'article 128 qui détermine les attributions du Président de la République et, en particulier, dans son alinéa 2-a, évoque la faculté de nommer les ministres et vice-ministres. Les articles 134 à 137 déterminent les conditions pour être membre du gouvernement et l'organisation du Conseil des ministres.

## Composition du gouvernement deDanilo Medina(2012-2020)
Danilo Medina Sánchez a été élu président de la République dominicaine le 20 mai 2012. Il a composé son premier gouvernement lors de sa prise de fonction le 16 août 2012. Certains ministres de son prédécesseur ont conservé leur poste ou ont obtenu un autre portefeuille. Ses plus proches collaborateurs de la campagne électorale ont intégré le gouvernement.
| Portefeuille                                                             | Ministre                                              | Nomination                   |
| ------------------------------------------------------------------------ | ----------------------------------------------------- | ---------------------------- |
| Ministre des Forces armées                                               | Vice-amiral Sigfrido Aramis Pared Pérez               | 16 août 2012                 |
| Ministre de la Présidence                                                | Gustavo Adolfo Montalvo Franco                        | 16 août 2012                 |
| Ministre de l'Intérieur et de la Police                                  | José Ramón Fadul                                      | 16 août 2012                 |
| Ministre des Relations extérieures                                       | Carlos Morales Troncoso                               | 16 août 2012                 |
| Ministre des Finances                                                    | Simón Lizardo Mezquita                                | 16 août 2012                 |
| Ministre de l'Industrie et du Commerce                                   | José Del Castillo Saviñón                             | 16 août 2012                 |
| Ministre des Travaux publics et de la Communication                      | Gonzalo Castillo Terrero                              | 16 août 2012                 |
| Ministre de l'Éducation                                                  | Josefina Pimentel Valenzuela                          | 16 août 2012                 |
| Ministre du Travail                                                      | Rosa Maritza Hernández Liriano                        | 16 août 2012                 |
| Ministre de l'Agriculture                                                | Luis Ramón Rodríguez                                  | 16 août 2012                 |
| Ministre de la Santé publique et de l'Assistance sociale                 | Lorenzo Wilfredo Hidalgo Núñez                        | 16 août 2012                 |
| Ministre des Sports, de l'Éducation physique et des Loisirs              | Jaime David Fernández Mirabal                         | 16 août 2012                 |
| Ministre de la Culture                                                   | José Antonio Rodríguez                                | 16 août 2012                 |
| Ministre du Tourisme                                                     | Francisco Javier García                               | 16 août 2012                 |
| Ministre de la Femme                                                     | Alejandrina Germán                                    | 16 août 2012                 |
| Ministre de la Jeunesse                                                  | Jorge Minaya                                          | 16 août 2012                 |
| Ministre de l'Environnement et des Ressources naturelles                 | Bautista Rojas Gómez                                  | 16 août 2012                 |
| Ministre de l'Enseignement supérieur, de la Science et de la Technologie | Ligia Amada Melo de Cardona                           | 16 août 2012                 |
| Ministre de l'Économie, de la Planification et du Développement          | Juan Temístocles Montas                               | 16 août 2012                 |
| Ministre de l'Administration publique (SEAP)                             | Manuel Ramón Ventura Camejo                           | 16 août 2012                 |
| Ministre de la Justice, Procureur général de la République               | Francisco Domínguez Brito                             | 16 août 2012                 |
| Ministre sans portefeuille (conseiller juridique)                        | César Pina Toribio                                    | 16 août 2012                 |
| Ministre sans portefeuille (chargé de sécurité citoyenne)                | Franklin Almeyda                                      | 16 août 2012                 |
| Ministre sans portefeuille (chargé du développement)                     | Antonio Isa Conde                                     | 16 août 2012                 |
| Ministre sans portefeuille (chargé de l'intégration régionale)           | Miguel Mejía                                          | 16 août 2012                 |
| Ministre sans portefeuille (contrôleur général de la République)         | Haivanjoe NG Cortinas Rafael Antonio Germosén Andújar | 16 août 2012 19 octobre 2012 |
| Ministre administratif de la Présidence                                  | José Ramón Peralta                                    | 16 août 2012                 |

## Composition du gouvernement deLeonel Fernández Reyna(2004–2012)
Leonel Fernández Reyna a été réélu le 16 mai 2008 président de la République dominicaine. Certains membres du gouvernement nommés lors de son premier mandat (2004-2008),,,, ont été confirmés dans leurs fonctions. Des remaniements ont eu lieu les 16 août 2009, 16 août 2010, 1er mars 2011 et 16 août 2011.
| Portefeuille                                                                       | Ministre                                                                                 | Nomination                  |
| ---------------------------------------------------------------------------------- | ---------------------------------------------------------------------------------------- | --------------------------- |
| Ministre de la Présidence                                                          | César Pina Toribio                                                                       | 16 août 2008                |
| Ministre des Forces Armées (SEFA)                                                  | Lieutenant général Pedro R. Peña Antonio Lieutenant général Joaquin Virgilio Perez Feliz | 16 août 2008 16 août 2010   |
| Ministre des Relations extérieures (SEREX)                                         | Carlos Morales Troncoso                                                                  | 16 août 2004,               |
| Ministre de l'Économie, de la Planification et du Développement (SEEPyD)           | Juan Temístocles Montás                                                                  | 16 août 2004,               |
| Secrétaire administratif de la Présidence (SAP)                                    | Luis Manuel Bonetti                                                                      | 16 août 2004,               |
| Ministre de la Justice, Procureur général de la République                         | Radhamés Jiménez Peña                                                                    | 16 août 2006,               |
| Ministre des Finances                                                              | Vicente Bengoa Albizu Daniel Toribio                                                     | 16 août 2004, 1er mars 2011 |
| Ministre de l'Industrie et du Commerce (SEIC)                                      | José Ramón Fadul Manuel García Arévalo                                                   | 16 août 2008 8 mars 2011    |
| Ministre de l'Éducation                                                            | Melanio Paredes Josefina Pimentel                                                        | 16 août 2008 1er mars 2011  |
| Ministre de l'Intérieur et de la Police                                            | Franklin Almeyda Rancier José Ramón Fadul                                                | 16 août 2004, 1er mars 2011 |
| Ministre des Travaux publics et de la Communication (MOPC)                         | Víctor Díaz Rua                                                                          | 20 août 2007,               |
| Ministre de la Culture                                                             | José Rafael Lantigua                                                                     | 16 août 2004,               |
| Ministre du Travail (SET)                                                          | Maximiliano Puig Miller Francisco Dominguez Brito                                        | 16 août 2008 16 août 2011   |
| Ministre du Tourisme (SECTUR)                                                      | Francisco Javier García                                                                  | 16 août 2008,               |
| Ministre de la Santé publique et de l'Assistance sociale (SESPAS)                  | Bautista Rojas Gómez                                                                     | 17 août 2005,               |
| Ministre de l'Environnement et des Ressources naturelles (SEIBA)                   | Jaime David Fernández Mirabal Ernesto Reyna                                              | 16 août 2008 16 août 2011   |
| Ministre de la Femme                                                               | Alejandrina Germán                                                                       | 16 août 2008                |
| Ministre de l'Administration publique (SEAP)                                       | Ramón Ventura Camejo                                                                     | 7 février 2008,             |
| Ministre de l'Énergie                                                              | Radhamés Segura                                                                          | 16 août 2009                |
| Ministre de la Politique de transparence                                           | José Joaquín Bidó Medina                                                                 | 16 août 2009                |
| Ministre de la Lutte contre le trafic narcotique                                   | Marino Vinicio Castillo                                                                  | 16 août 2009                |
| Ministre de l'Enseignement supérieur, de la Science et de la Technologie (SEESCyT) | Ligia Amada Melo de Cardona                                                              | 16 août 2004,               |
| Ministre des Sports, de l'Éducation physique et des Loisirs (SEDEFIR)              | Felipe Jay Payano                                                                        | 16 août 2004,               |
| Ministre de l'Agriculture (SEA)                                                    | Salvador Jiménez                                                                         | 16 août 2006,               |
| Ministre de la Jeunesse (SEJ)                                                      | Franklin Rodríguez                                                                       | 16 août 2008                |
| Ministre sans portefeuille                                                         | Rafael Pérez Modesto                                                                     | 18 août 2008                |
| Ministre sans portefeuille                                                         | Andrés Vanderhorst                                                                       | 16 août 2009                |
| Ministre sans portefeuille                                                         | Emigdio Sosa                                                                             | 16 août 2009                |
| Ministre sans portefeuille                                                         | Eduardo Selman                                                                           | 16 août 2009                |